# Battaglia del Garigliano (1860)
La battaglia del Garigliano del 29 ottobre 1860 fu una tappa importante dello scontro tra Regno di Sardegna e Regno delle Due Sicilie. Avvenne pochi giorni dopo il plebiscito conseguente alla spedizione dei mille, avvenuto il 21 ottobre di quello stesso anno.

## Contesto storico
Nel settembre 1860 Giuseppe Garibaldi aveva conquistato Napoli ed avanzava con l'esercito meridionale verso nord, questa avanzata preoccupava i moderati e le corti europee sia per una sua possibile destinazione finale a Roma e per il rischio di una svolta repubblicana rivoluzionaria causa la presenza mazziniana sempre più attiva nei territori conquistati dai garibaldini.
Il 3 ottobre 1860 Vittorio Emanuele II, al comando dell'armata piemontese, aveva mosso verso il Regno delle Due Sicilie senza dichiarazione di guerra. Il conte Cavour giustificò l'intervento con la necessità di ristabilire l'ordine nel Mezzogiorno in piena rivoluzione: in Abruzzo, Molise e Puglia, vi erano violenti scontri tra i rappresentanti dei liberali, che avevano formato governi provvisori (il primo dei quali era stato formato in Basilicata da Giacinto Albini il 18 agosto precedente), come conseguenza delle sollevazioni dovute all'avanzata garibaldina, e i reazionari filoborbonici, appoggiati delle bande irregolari agli ordini del colonnello prussiano Teodoro Klitsche de la Grange.
Per reazione i regni di Spagna e di Russia ruppero le relazioni diplomatiche con il Regno di Sardegna, mentre l'impero austriaco inviava le sue truppe verso il Mincio. La Francia non fece dichiarazioni ostili, ma ritirò il suo ambasciatore. La regina Vittoria del Regno Unito e John Russell, primo ministro inglese, convinsero i Prussiani a non ostacolare il processo di unificazione italiana in corso. L'Austria quindi, isolata, e reduce dalla sconfitta subita nella guerra dell'anno precedente, non intervenne.
Il 12 ottobre Vittorio Emanuele II varcò il confine tra lo Stato della Chiesa e il Regno delle Due Sicilie, delimitato dal fiume Tronto. Il viceammiraglio francese le Barbier de Tinan, filoborbonico, comunicò a Francesco II che avrebbe protetto con la sua presenza la costa tirrenica da Gaeta al Garigliano a scapito delle navi da guerra piemontesi a cui si erano aggiunte navi dell'ormai agonizzante Regno delle Due Sicilie.

## La battaglia

### I prodromi
Il 19 ottobre, a seguito della sconfitta nella Battaglia del Volturno, il generale Giosuè Ritucci decise di ritirare le truppe borboniche al suo comando dal Volturno al Garigliano per fronteggiare l'avanzare del Regno di Sardegna negli Abruzzi e lasciando definitivamente Napoli ai Mille. Il 20 ottobre, in Molise, presso il Valico del Macerone, avvenne il primo scontro in territorio napoletano dell'armata piemontese, guidata dal generale Enrico Cialdini. Il generale Luigi Scotti Douglas fu sconfitto e fatto prigioniero, lasciando scoperte le spalle dell'armata di Ritucci che fu costretto a ordinare la ritirata generale, mantenendo solo un migliaio di uomini a Capua.
Solo una vittoria campale avrebbe potuto risollevare le sorti borboniche, ma Ritucci ritenne di non poter impegnare le truppe in questo sforzo. Il 26 ottobre da Gaeta, Francesco II lo rimosse dal comando sostituendolo con il generale Giovanni Salzano che aveva diretto la difesa della piazzaforte di Capua. Il nuovo comandante decise che l'unica cosa possibile era attestare la linea difensiva sul fiume Garigliano proponendo in alternativa di iniziare una guerra partigiana sulle montagne come quella combattuta contro i napoleonici nel 1799, ma il re lo scoraggiò contando sull'appoggio navale di le Barbier.
Cialdini tentò di attaccare presso Sessa il 26 ottobre, ma fu costretto a retrocedere, così Salzano riuscì a schierare le truppe a difesa del fiume Garigliano.

### Lo svolgimento
Salzano fece scavare nei pressi del fiume trincee, allestire le postazioni di artiglieria e distruggere i ponti e le scafe sul Garigliano e sul Liri dalla foce a Pontecorvo e a Sant'Apollinare in modo da bloccare un eventuale aggiramento da est. Punto cardine dello schieramento era il ponte Real Ferdinando, presso Minturno. A ovest i borbonici avevano il mare ed erano protetti da Barbier de Tinan, che non permetteva con la sua presenza l'azione della flotta sabauda guidata dall'ammiraglio Carlo Pellion di Persano. Il 27 ottobre re Francesco II e Salzano passarono in rassegna le truppe: il morale dei soldati era alto malgrado la situazione. Lo schieramento era guidato dal maresciallo Filippo Colonna di Stigliano.
L'attacco sabaudo iniziò la mattina del 29 ottobre con tre colonne di fanti e cinque squadroni di cavalieri (Reggimento "Piemonte Reale Cavalleria" e Reggimenti "Novara" e "Milano"), avanzando verso il ponte. Sulla sponda meridionale del ponte erano attestati i cacciatori borbonici con carabine rigate, che contennero l'assalto per un'ora e poi si ritirarono togliendo le traversine del ponte. I bersaglieri allora tentarono tre assalti passando sulle travi del ponte sotto il tiro dell'artiglieria del generale Matteo Negri, il quale fu ferito a morte nel corso della battaglia. Al comando del generale Barbalonga, i cacciatori borbonici attaccarono da sinistra i bersaglieri che subirono molte perdite e 40 prigionieri.
Su pressioni diplomatiche, Napoleone III ordinò all'ammiraglio le Barbier de Tinan di non intervenire nel conflitto, ma di proteggere con la sua presenza la fortezza di Gaeta, dove era rifugiato Francesco II. Quindi nottetempo tra il primo e il 2 novembre, Persano raggiunse la foce del Garigliano e cannoneggiò i borbonici: la mattina del 2 novembre, preso atto dell'impossibilità di contrattaccare, Francesco II ordinò la ritirata.
Il comando borbonico decise di schierare le truppe a Mola di Gaeta. La sera dello stesso giorno una divisione dei Granatieri di Sardegna passò il fiume dopo aver allestito presso la foce un ponte di barche e decimando due compagnie del 6° Cacciatori, comandate dal capitano Domenico Bozzelli, che non vollero arrendersi. La guerra si concluderà con la vittoria definitiva piemontese dopo l'assedio di Civitella del Tronto, iniziato il 26 ottobre e conclusosi il 20 marzo 1861, tre giorni dopo la proclamazione del Regno d'Italia.